# Crambe santosii
Crambe santosii är en korsblommig växtart som beskrevs av David Bramwell. Crambe santosii ingår i släktet krambar, och familjen korsblommiga växter. IUCN kategoriserar arten globalt som livskraftig. Inga underarter finns listade i Catalogue of Life.